# Sonic the Hedgehog Spinball
Sonic the Hedgehog Spinball, у Японії відома як Sonic Spinball (яп. ソニックスピンボール, Сонікку Супімбо:ру) — відеогра серії Sonic the Hedgehog, розроблена американським підрозділом Sega Technical Institute (STI) та видана компанією Sega, восени 1993 року. Пізніше гра видавалася для багатьох платформ різних поколінь і входила в різні збірки.
Sonic the Hedgehog Spinball є першою грою серії, яка розроблена в жанрі пінбол, як кулька для пінболу виступає сам Сонік. Також з'являються персонажі таких мультсеріалів, як Adventures of Sonic the Hedgehog і Sonic the Hedgehog. Дія гри відбувається на планеті Мобіус, де Сонік повинен зупинити лиходія доктора Роботніка, який перетворює тварин на роботів для захоплення світу.
На відміну від багатьох інших частин франшизи, проєкт був повністю розроблений у США американськими розробниками з STI та Polygames. Після релізу Sonic the Hedgehog Spinball одержала неоднозначні відгуки від преси. Рецензенти хвалили гру за цікаву ідею та ігровий процес, але критикували незручне управління та погану реалізацію елементів платформерних ігор.

## Ігровий процес

Ігровий процес на рівні «Toxic Caves». Сонік у цій грі як кулька для пінболу

Sonic the Hedgehog Spinball виконана у двовимірній графіці. За сюжетом гри, лиходій доктор Роботнік став контролювати планету Мобіус і перетворив її на велику механічну базу, енергія якої здатна трансформувати тварин у роботів із неймовірною швидкістю. Їжак Сонік і лисеня Тейлз пролітають літаком «Торнадо» над базою, проте літальний апарат незабаром починає втрачати висоту і їжак змушений падати у воду. Головний герой повинен знайти всі Смарагди Хаосу для того, щоб база перестала контролюватись.
Гравець керує Соніком, який протягом більшої частини гри виступає як пінбольна кулька. Лише на деяких ділянках рівнів їжак може бігати по поверхні, не згортаючись у клубок. Крім того, він має здатність spin dash, яка дозволяє розганятися на місці. Від гравця потрібно пройти чотири ігрові зони («Toxic Caves», «Lava Powerhouse», «The Machine» та «The Showdown»), які відрізняються між собою будовою та ігровими особливостями, а також кількістю Ізумрудів Хаосу, необхідні для завершення проходження рівня. Для отримання додаткових очок та життів у кожній локації Сонік виконує різні завдання, наприклад, знищує роботів для того, щоб звільнити тварин, або збирає золоті кільця. Кожен рівень оснащений перемикачами, необхідними для подальшого проходження: вони можуть відкривати недоступні місця і прибирати різні перешкоди. Коли гравець збирає всі Смарагди Хаосу, відкривається битва з босом, де потрібно його перемогти, завдаючи йому ударів у слабкі місця. На початках, гравцю дається три життя. Якщо під час гри Сонік падає у прірву — у воду, кислоту, лаву чи електрику, — то втрачається життя.
Після кожної битви з босом гравцю доведеться проходити спеціальні етапи («Bonus Stage»), які не є обов'язковими для проходження, а служать лише для набору додаткових очок. Усього є чотири спеціальні етапи — «Trapped Alive», «Robo Smile», «The March» і «The Clucker's Defense», причому останній стає доступним після того, як гравець зібрав усі кільця на рівні, і тоді з'являється портал у вигляді зірок, який веде до спеціального етапу. На цих етапах Сонік сам керує машиною для пінболу. Гравець керує пінбольною кулькою (яких у запасі лише три, їх кількість збільшується завдяки додатковим очкам) і виконує різні завдання, наприклад, звільняє тварин і знищує роботів. Якщо будуть втрачені всі кульки, проходження рівня закінчується. У версіях для консолей Game Gear та Master System спеціальні етапи є платформерними рівнями, які гравець повинен пройти за відведений час. На рівнях знаходяться кільця та ящики, що містять бонуси. Для відкриття проходу до наступних ділянок локацій необхідно зібрати певну кількість кілець. За проходження цих етапів нараховуються додаткові очки.

## Розробка та вихід гри
Після виходу Sonic the Hedgehog 2 в 1992 році, студія Sega Technical Institute (STI) приступила до створення Sonic the Hedgehog Spinball. Спочатку багато розробників гри (наприклад, керівник проєкту Роджер Гектор і дизайнер Пітер Моравік) були задіяні в розробці іншої гри за участю їжака-талісмана — Sonic the Hedgehog 3. За планами Sega, третя частина повинна була вийти ближче до Різдва 1993 року. Однак, щоб отримати додатковий прибуток, у видавництві вирішили створити спіноф із Соніком і розділили команду на дві частини: одні співробітники відповідали за Sonic 3, інші — створювали Sonic Spinball. До останніх приєдналися розробники компанії Polygames, які відповідали за програмування. У команді Гектора були лише два японці — художник Ясухіко Сато і продюсер Ютака Сугано, інші були американцями.
Команда Роджера Гектора створила аркадний пінбол, але дія гри була перенесена у світ серії Sonic the Hedgehog, де у ролі кульки виступає сам Сонік. Крім самого їжака і лисиці Тейлза, в Sonic Spinball присутні персонажі з мультфільмів Adventures of Sonic the Hedgehog та Sonic the Hedgehog: Саллі Акорн, Банні Работ і Морж Ротор. При розробці рівнів дизайнери надихалися локацією «Casino Night» із вищезгаданої Sonic 2, в якій були присутні деякі елементи пінболу, а ігровий процес зроблений на зразок Pinball Dreams. Як і в основних частинах серії, у грі є спеціальні рівні — «Bonus Stage». За розробку відповідав Джон Дагган. 8-бітна версія гри через апаратні обмеження консолей відрізняється від оригіналу простішою графікою та дизайном рівнів. Вихідний код був написаний мовою програмування С, тоді як більшість ігор тих років писалися на асемблері.
Музичний супровід до гри написали композитори Говард Дроссін, Беррі Блум та Браян Кобурн. Пізніше вони взяли участь у написанні саундтреку до Sonic the Hedgehog 3. Спочатку команда розробників хотіла у своєму проєкті використовувати мелодії з першої гри Sonic the Hedgehog, але через складнощі з авторськими правами, які належали композитору Масато Накамурі, а не самій Sega, для Sonic Spinball було написано новий саундтрек. Музика з Sonic the Hedgehog Spinball увійшла до альбому Sonic the Hedgehog Boom: The Music from Sonic CD and Sonic Spinball, що вийшов у лютому 1994 року, а тема рівня «Toxic Caves» увійшла до складу музичної збірки History Of Sonic Music 20th Anniversary Edition, виданого у 2011 році.
Пінбол за участю Соніка розроблявся близько дев'яти місяців. Влітку 1993 року, на виставці CES, STI продемонструвала демоверсію гри. Від фінального варіанту вона відрізняється назвою (Sonic Pinball), відеозаставками та тьмянішою палітрою кольорів. Реліз Sonic the Hedgehog Spinball для консолі Mega Drive/Genesis відбувся наприкінці 1993 року. Портовані версії для Game Gear і Master System вийшли відповідно в 1994 і 1995 роках. Існує безліч портів Sonic the Hedgehog Spinball на консолях різних поколінь. Версія гри для Mega Drive/Genesis є у збірниках Sega Smash Pack, Sonic Mega Collection, Sonic's Ultimate Genesis Collection та Sega Mega Drive and Genesis Classics. Порт для 8-бітних консолей увійшов до складу Sonic Adventure DX: Director's Cut як мінігра, яку потрібно відкрити й був включений до складу збірки Sonic Gems Collection. Оригінал також доступний у сервісах цифрової дистрибуції — Virtual Console, Steam та App Store>.

## Оцінки та відгуки
| Агрегатор    | Оцінка                  |
| ------------ | ----------------------- |
| GameRankings | 61 % (MD) 66,17 % (iOS) |
| Metacritic   | 68/100 (iOS)            |

| Видання                   | Оцінка                |
| ------------------------- | --------------------- |
| AllGame                   | (MD) · (GG)           |
| Electronic Gaming Monthly | 7/10 (MD) 4,3/10 (GG) |
| GamePro                   | 7/10 (MD/GG/SMS)      |
| GameSpot                  | 6,1/10 (Wii)          |
| IGN                       | 7,5/10 (Wii)          |

Sonic the Hedgehog Spinball отримала змішані відгуки від критиків. На сайті Metacritic версія для iOS була оцінена в 68 балів зі 100 можливих, а на GameRankings середня оцінка гри для консолі Mega Drive/Genesis та смартфонів на операційній системі iOS становить відповідно 61 % та 66,67 %. Деякі критики позитивно оцінили ідею гри та візуальний стиль, проте низка рецензентів розчарувалися в Sonic the Hedgehog Spinball через незручне управління.
Представник журналу GamePro, в огляді версії для Mega Drive/Genesis, заявив, що Sonic Spinball є «веселою» грою, а на сайті Sega-16 порадили купити гру тим фанатам, яким подобаються Сонік та пінбол. У Electronic Gaming Monthly розробників похвалили за «свіжу» ідею пінболу та просторі рівні. Лукас Томас із сайту IGN оцінив Sonic Spinball у 7,5 бала з 10. За його словами, Сонік краще підходить для такого жанру, як пінбол, ніж талісмани інших компаній, і що «геймплей тут хоч і не класичний, але вірний франшизі». Звукові ефекти оглядач назвав вражаючими і позитивно оцінив графіку, відзначаючи, що мініігри зроблено візуально привабливими, а сама графіка не поступається іншим іграм для Mega Drive. Критиці рецензент піддав управління та високий для новачків рівень складності, але загалом він назвав Sonic Spinball гарною грою для тих, кому подобається Сонік.
Проте траплялися і негативні відгуки. Френк Прово з GameSpot розкритикував «дурну» фізику та музичний супровід гри та попередив гравців не чекати від неї повернення до «розкутого стилю зон „Spring Yard“ [з першої частини] та „Casino Night“ [із сиквелу]». Оглядач The Video Game Critic назвав гру «повторюваною та заплутаною» і заявив, що їй не вистачає швидкості справжнього пінболу; На думку критика, бонусні рівні вийшли цікавішими, ніж основна гра. Демієн МакФерран із Nintendo Life поставив Sonic Spinball 4 бали з 10 можливих. Хоча журналіст позитивно оцінив оригінальний задум гри, але наголосив на таких недоліках, як незручне управління та елементи платформера, які далекі від перших частин серії. На думку оглядача, причиною було те, що Spinball розроблялася американською студією, а не самою Sonic Team.
Версії гри для Game Gear та Master System отримали суперечливі відгуки. В огляді критик з GamePro заявив, що завдяки Sonic Spinball можна «вкоротити час у дорозі», але в той же час колеги з Electronic Gaming Monthly відзначили, що вона залишає бажати кращого. Обидва рецензенти розкритикували «розмиту» графіку, звук та управління.

### Вплив
У 2003 для портативної консолі Game Boy Advance відбувся реліз проєкту Sonic Pinball Party, який також є пінболом, але сюжетно не пов'язаний з подіями Sonic the Hedgehog Spinball. Гра створювалася компаніями Sonic Team та Jupiter Corporation. За сюжетом, дія гри відбувається в Казинополісі (в місті Вокзальна Площа з Sonic Adventure), де доктор Еґман перетворює людей на роботів і промиває мізки Тейлзу та їжачці Емі Роуз. Сонік має врятувати своїх друзів, вигравши турнір «Egg Cup Tournament». Рівні засновані на іграх серії Sonic the Hedgehog, Nights into Dreams… і Samba de Amigo, а кількість ігрових персонажів у порівнянні з Sonic Spinball збільшено до чотирьох.
Сюжет Sonic Spinball був адаптований у випуску коміксів № 6 Sonic the Hedgehog від компанії Archie Comics. Також історія гри була адаптована в епізоді «Attack on the Pinball Fortress» мультфільму Adventures of Sonic the Hedgehog.